# Marthamyces quercifolius
Marthamyces quercifolius är en svampart som först beskrevs av Cooke & Ellis, och fick sitt nu gällande namn av Minter 2003. Marthamyces quercifolius ingår i släktet Marthamyces och familjen Rhytismataceae.   Inga underarter finns listade i Catalogue of Life.